# Timofey Chalyy
Timofey Chalyy (en russe : Тимофей Чалый ; né le 7 avril 1994 à Krasnoïarsk) est un athlète russe, spécialiste du 400 mètres haies.

## Biographie
Il bat le record des Championnats d'Europe juniors le 21 juillet 2013 à Rieti. Son précédent record est de 49 s 78, record national junior pour remporter le titre de champion russe junior à Kazan.

## Palmarès
| Date | Compétition                   | Lieu      | Résultat | Temps   |
| ---- | ----------------------------- | --------- | -------- | ------- |
| 2012 | Championnats du monde juniors | Barcelone | 7e       | 51 s 17 |
| 2013 | Championnats d'Europe juniors | Rieti     | 1er      | 49 s 23 |
| 2014 | Championnats d'Europe         | Zurich    | 4e       | 49 s 56 |
| 2015 | Jeux mondiaux militaires      | Mungyeong | 2e       | 49 s 88 |
| 2018 | Championnats d'Europe         | Berlin    | 8e       | 49 s 41 |

## Records
| Épreuve          | Temps   | Lieu         | Date                      |
| ---------------- | ------- | ------------ | ------------------------- |
| 400 mètres       | 47 s 26 | Tcheboksary  | 17 juin 2011              |
| 400 mètres haies | 48 s 69 | Zurich Pékin | 13 août 2014 23 août 2015 |